# Flughafen Funafuti

i7
i11
i13
Der internationale Flughafen Funafuti (englisch Funafuti International Airport, IATA-Code: FUN, ICAO-Code: NGFU) ist der internationale Flughafen von Funafuti in Tuvalu. Er befindet sich am Ostrand des Dorfes Vaiaku.

## Infrastruktur und Einrichtungen
Der Internationale Flughafen Funafuti verfügt über eine befestigte Start- und Landebahn mit einer Länge von 1536 Metern und einer Breite von 30 Metern. Diese hat keine Beleuchtung, so dass der Flugverkehr nur am Tag durchgeführt werden kann. Die zuletzt im Jahr 2015 mit einem neuen Belag versehene Bahn besteht aus einer acht Zentimeter dicken Schicht aus Korallengrus mit einer maximal zwei Zentimeter dicken Asphaltauflage. Wegen des schlechten Zustands des Unterbaus musste das maximale Lande- und Abfluggewicht der Flugzeuge von ursprünglich 50 auf 20 Tonnen reduziert werden. In den Jahren von 2011 bis 2017 bewilligte die Weltbank Zuschüsse von insgesamt annähernd 30 Millionen US-Dollar für die Instandhaltung und den Ausbau des Flughafens nach internationalen Standards. Der Flughafen erhielt dabei auch neue Gebäude für Terminal und Tower, die 2018 offiziell eröffnet wurden.

## Geschichte
Zunächst wurde 1943 – während des Zweiten Weltkriegs – von den Seabees, einem Konstruktionsbataillon der US Navy, ein Militärflugplatz errichtet. Von dort aus wurden Angriffe auf Japanische Einheiten im Raum von Tarawa und den Gilbertinseln geflogen. Als sich im Kriegsverlauf die Front weiter nach Norden verschob, zogen die amerikanischen Truppen bis 1945 nach und nach ab. Nach dem Krieg wurde der Flughafen zivil genutzt.

## Fluggesellschaften und Ziele
Der Flughafen wird im Linienverkehr nur von Fiji Airways aus Suva und Nadi (beide Fidschi) angeflogen.

## Galerie

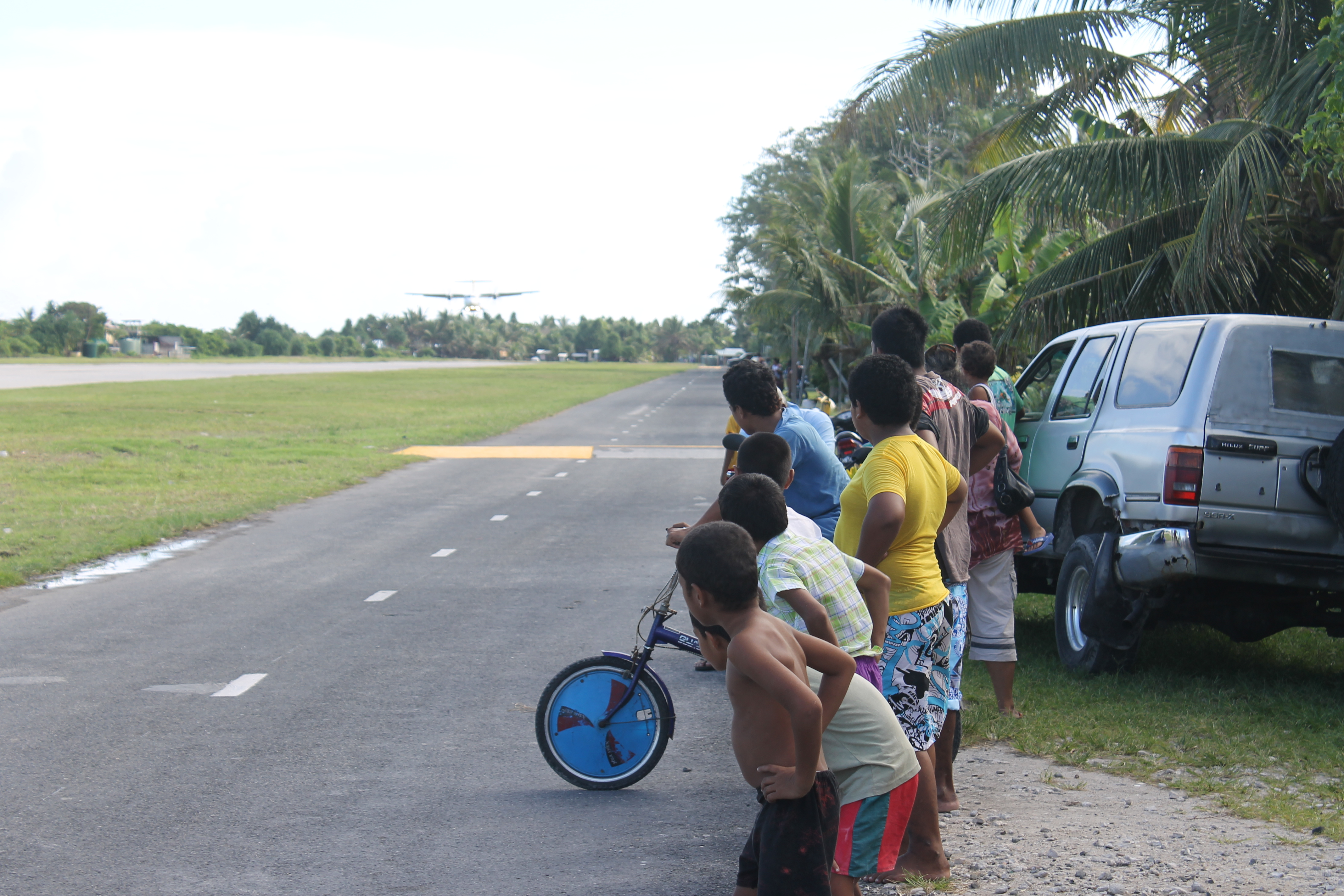
Flugzeugankunft am Flughafen Funafuti
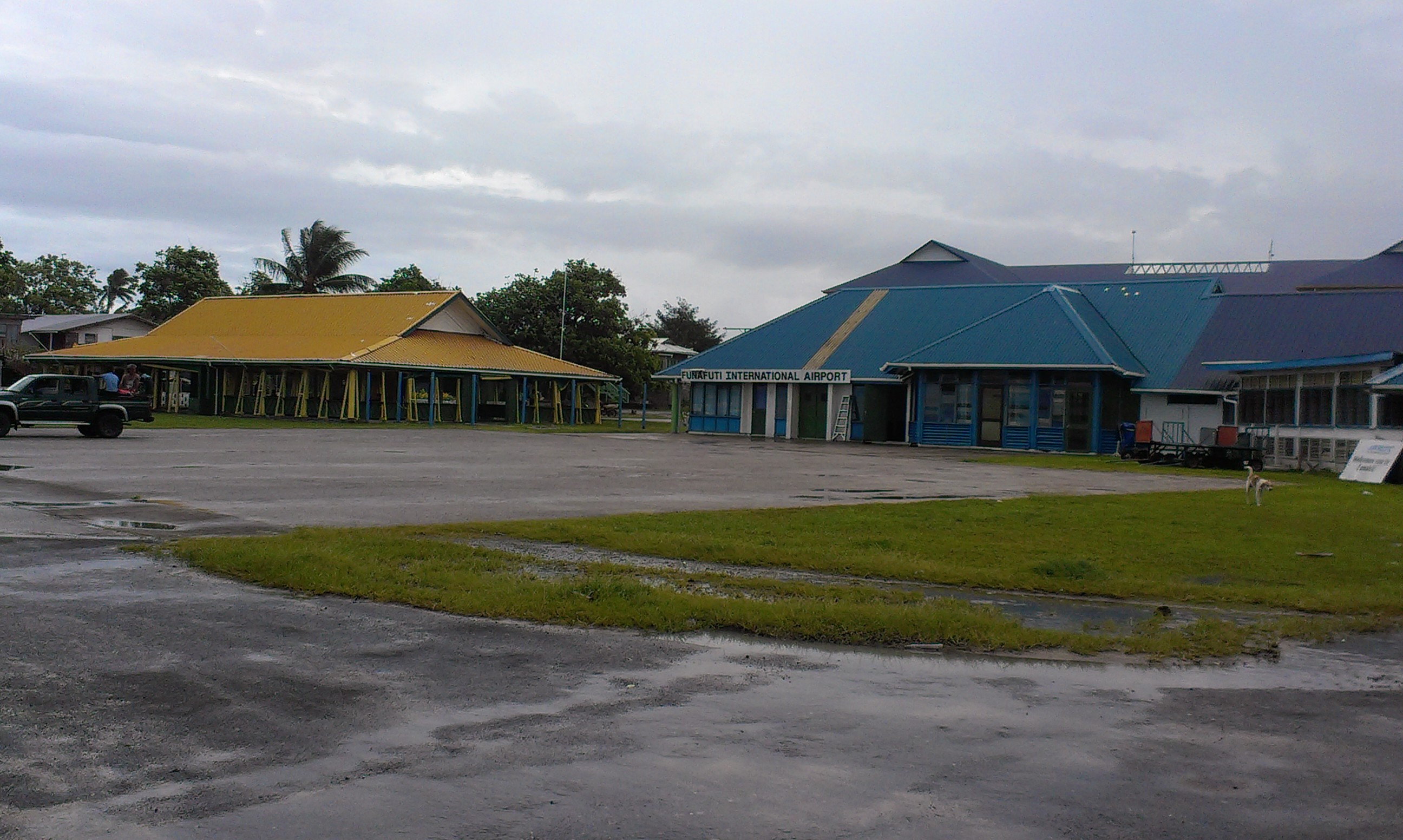
Terminal (2013)